# Belchenflue
Pour les articles homonymes, voir Ballon.
Le Belchenflue (appelé également le Ballon suisse, le Bölchen ou le Bölchenfluh en suisse allemand) est un sommet du massif du Jura suisse, marquant la frontière entre les cantons de Bâle-Campagne et de Soleure à environ 7 kilomètres de la ville d'Olten.
Avec le ballon d'Alsace (en allemand : Elsässer Belchen) et le Belchen de la Forêt-Noire, le Belchenflue, forme le triangle des Ballons.
Pendant la Première Guerre mondiale, le Belchenflue était le point le plus méridional du système de fortifications Hauenstein prévu pour protéger le nœud de communications d'Olten. De nos jours, l'autoroute A2 traverse le Belchenflue d'est en ouest par le tunnel de Belchen qui fait 3,18 kilomètres de long.